# (9037) 1990 UJ2
1990 يو جاي 2 (ويعرف أيضًا باسم (9037) 1990 يو جاي 2 وفق تسمية الكوكب الصغير) (بالإنجليزية: 1990 UJ2)‏ هو كويكب ضمن حزام الكويكبات؛ وترتيبه 9037 من حيث الاكتشاف.
اكتُشف هذا الجُرم الفلكي بواسطة Atsushi Sugie ‏ في 20 أكتوبر 1990.

## وصلات خارجية
- (9037) 1990 UJ2 في قاعدة بيانات مختبر الدفع النفاث لأجرام النظام الشمسي الصغيرة

- الاكتشاف · مخطط المدار ·  العناصر المدارية · المعلمات المادية

- (9037) 1990 UJ2 على موقع ويكي سكاي: DSS2, SDSS, GALEX, IRAS, Hydrogen α, X-Ray, Astrophoto, Sky Map, Articles and images